# Turda, Tulcea
Turda este un sat în comuna Mihai Bravu din județul Tulcea, Dobrogea, România. Se află în partea centrală a județului. În trecut s-a numit Armutlia. La recensământul din 2002 avea o populație de 1260 locuitori.